# 12366 Luisapla
12366 Luisapla là một tiểu hành tinh vành đai chính với chu kỳ quỹ đạo là 1260.8782711 ngày (3.45 năm).
Nó được phát hiện ngày 8 tháng 2 năm 1994.